# Aurora Arnaiz
Pour les articles homonymes, voir Arnaiz et Amigo.
Aurora Arnaiz Amigo, née à Sestao le 13 mai 1913 et morte le 13 janvier 2009 à Mexico, est une écrivaine, universitaire, avocate basque et républicaine espagnole, engagée dans la guerre d'Espagne. 
Elle doit s'exiler en France, puis au Mexique, à la suite de l'avance des troupes du dictateur Franco. 

## Biographie
Fille de Francisco Arnáiz, leader syndicaliste, elle connait très tôt les luttes sociales.
Elle étudie d'abord à Bilbao, au collège de Juana Whitney, mère de María et Ramiro de Maeztu. puis à l'école de Commerce où elle sort diplômée en 1933. Elle étudie ensuite le droit à l'Université Centrale de Madrid et réside pendant un temps à la Residencia de Señoritas de Madrid.

## Guerre d'Espagne
Lorsque la guerre d'Espagne éclate, elle a seulement 23 ans, mais elle s'engage intensément contre les troupes franquistes. Elle dirige notamment une colonne des Jeunesses socialistes unifiées dans la bataille de Madrid,.
En 1937, elle épouse José Cazorla, nommé par le gouvernement de la République premier gouverneur d'Albacete, puis de Guadalajara. Ils ont un fils, prénommé Carlos. Le couple est arrêté en mars 1939 et le petit Carlos meurt le 23 mars sous les yeux d'Aurora dans la prison de Guadalajara dans laquelle la famille est incarcérée.
À la fin de la guerre, José rejoint la résistance anti-franquiste à Madrid, Aurora rejoint Paris pour aider les exilés et réfugiés de la guerre d'Espagne.

## L'exil républicain
Le 1er décembre 1939, elle parvient à rejoindre Saint-Domingue, puis Cuba. C'est là qu'elle apprend l'assassinat de son mari, fusillé par les franquistes au cimetière de La Almudena de Madrid. 
Elle décide de s'exiler définitivement au Mexique, où elle refait sa vie personnelle et professionnelle, témoin et actrice de la guerre d'Espagne.
Dans ce pays, elle devient une universitaire reconnue, notamment en tant que professeure à l'université nationale autonome du Mexique, et une écrivaine émérite.
Elle meurt, en exil, le 21 janvier 2009, à Mexico.